# Географические базы данных
Географическая база данных — структура данных, которая является основным форматом данных, использующимся для редактирования и управления данными. Также это физическое хранилище географической информации — прежде всего использующее СУБД. Данный вид используется в ведущих вузах всего мира.

## Определение
Существует несколько значений термина «база геоданных».
- База геоданных  — основной формат данных, использующимся для редактирования и управления данными, которые состоят из географической информации, находящейся в различных форматах географических информационных систем (ГИС).
- База геоданных  — это физическое хранилище для географической информации, которое использует СУБД и для управления всеми наборами данных используется SQL.
- База геоданных  — серия простых таблиц с данными, содержащих классы пространственных объектов, наборы растров и атрибуты.

## Хранение базы геоданных
Для хранения баз геоданных используется СУБД использующая принципы реляционных баз данных.
- Данные представлены в таблицах
- Таблицы содержат ряды
- У всех рядов существует одинаковый набор столбцов
- Каждый столбец имеет тип

## Многопользовательская база геоданных
Многопользовательская база геоданных использует технологию ArcSDE, развернутую поверх реляционной СУБД, обеспечивая следующие преимущества:
- Хранение данных в масштабируемой централизованной системе.
- Редактирование в версионной среде
- Репликации и ведения журнала изменений
- Повышение безопасности работы с данными путем разграничения прав доступа

## Пространственные данные в БГД
Базы геоданных могут хранить различную пространственную информацию за счет использования следующих типов данных:
- Атрибутивные данные
- GPS координаты
- Геодезические данные
- Пространственные объекты
- Растровые данные

## Совместимость и доступ к данным

### API файловой базы геоданных
API файловой базы геоданных дает вам возможность разрабатывать собственные приложения, которые смогут взаимодействовать с файловыми базами геоданных без использования ArcObjects.

#### API позволяет
- Считывать схему файловой базы геоданных
- Создавать новые файловые базы геоданных
- Читать и записывать данные
- Выполнять атрибутивные и пространственные запросы АPI

### XML базы геоданных
Обмен пространственной информацией с помощью XML существенно упрощается за счет использования соответствующей XML спецификации.
- Используется для экспорта и импорта схем баз геоданных
- Открытый формат предназначенный для обмена информацией между БГД
- Табличные данные конвертируются в XML с помощью ArcGIS Business Logic.

Внешние приложения, которые могут принимать входящие XML потоки, получают возможность:
- Обмен данными без потерь
- Обмениваться простыми классами векторных данных
- Обмениваться записями, в которых содержатся только изменения